# The Daily Stormer
The Daily Stormer är ett amerikanskt nynazistiskt internetforum som förespråkar ett andra folkmord på judar. Det är en del av alt-right-rörelsen. Den grundades av  Andrew Anglin den 4 juli 2013 som en snabbare ersättning för hans tidigare webbplats Total Fascism, som hade fokuserat på hans egna långa essäer om fascism, ras och antisemitiska konspirationsteorier. The Daily Stormer förlitar sig i hög grad på citatmaterial med överdrivna rubriker.
Webbplatsen är känd för sin användning av internetmemes, som har liknats vid internetforumet 4chan och citerats som attraktioner för en yngre och mer ideologiskt mångsidig publik. Medan vissa vitnationalistiska författare har berömt The Daily Stormer, har andra invänt mot dess innehåll och ton och anklagat Anglin för att vara en provokatör som  misskrediterar sann vit nationalism.
Daily Stormer orkestrerar vad de kallar "Trollarmén", som är inblandad i internettrolling av personer som Anglin inte håller med om politiskt. I augusti 2017, efter att ha väckt upprördhet genom att förolämpa offret för ett dödligt bilattentat vid det högerextrema Unite the Right-mötet, avvisades webbplatsen av flera domänregistratorer. I augusti 2019 stängdes webbplatsen tillfälligt av när deras tjänsteleverantör, BitMitigate i sin tur tvingades att byta leverantör.
I juni 2019 beordrade en federal domare Anglin att betala 4,1 miljoner dollar till komikern Dean Obeidallah, som Anglin falskeligen anklagat för att ha orkestrerat bombdådet i Manchester Arena. I juli 2019 rekommenderade en federal domare att Anglin skulle betala 14 miljoner dollar till Tanya Gersh, en kvinna från Whitefish, Montana, som Anglin hade organiserat en riktad trakasserikampanj mot.

## Förvaltning

### Grundare
Andrew Anglin föddes 1984 och växte upp nära Columbus, Ohio. Enligt både Anglin och hans klasskamrater från barndomen var han liberal som ung. Han gick på Linworth Alternative Program och Worthington Kilbourne High School från 1999 till 2003, där han var ihågkommen som en dreadlocks-vegan. Hans vänner på gymnasiet rapporterar att hans beteende förändrades under andra året på Linworth, där han uppvisade självskadebeteende och började marknadsföra konspirationsteorier. Efter gymnasiet tog Anglin kurser på Columbus State Community College år 2003 och studerade engelska vid Ohio State University under en termin år 2004.
År 2006 lanserade Anglin en webbplats om konspirationsteorier, Outlaw Journalism, som var modellerad efter verken av Alex Jones och Hunter S. Thompson, som Anglin beundrade.
År 2008, efter att ha publicerat på Outlaw Journalism att det enda sättet för mänskligheten att överleva var att återgå till en jägare-samlare-livsstil, började Anglin resa runt i Sydostasien och hamnade så småningom i Davao City på Filippinerna. År 2011 tillbringade han flera veckor i en Tboli-by i södra Mindanao, där han ursprungligen hade för avsikt att stanna permanent. Han sålde en del av sina ägodelar för att samla in pengar till en hemgift för att gifta sig med två lokala muslimska kvinnor. År 2012 skrev Anglin att han tyckte att lokalbefolkningen var "ett civiliserat, icke-aggressivt och flitigt folk" men att han så småningom kom att anse dem vara för "primitiva", blev ensam och ville bara umgås med medlemmar av sin egen ras, och "Av Guds nåd fann jag Adolf Hitler."
År 2012 lanserade Anglin ytterligare en webbplats, Adventure Quest 2012, som diskuterade konspirationsteorier som existensen av reptiliska humanoider. Han beskrev webbplatsens syfte som att "läka de sår som det moderna samhället orsakat ... och [hjälpa] läsaren att överskrida dessa fysiska band och nå total dominans. För att läka dessa sår måste världen lära sig att omfamna mångfald och färg." År 2014 uppgav han att även om han höll med om nazismens centrala principer, hade han reservationer mot att återinföra alla aspekter av Hitlers regim. Anglin, som kallar sig själv "troll", uppgav att han introducerades till nazismen på internetforumet 4chan. Senare år 2012 lanserade han sin första nynazistiska webbplats, Total Fascism. Anglin kände att total fascism inte tilltalade en yngre demografisk målgrupp och hade för långa artiklar, så han lanserade The Daily Stormer den 4 juli 2013, med kortare artiklar och en mer provokativ stil. Anglin sa i mars 2014 att han ägnar 70 timmar i veckan åt att skriva för webbplatsen.
Anglins plats är inte känd. En undersökande artikel i The Huffington Post i november 2016 analyserade hans sociala medier och FBI-källor och drog slutsatsen att han bodde i Tyskland. Rykten har också gjort gällande att han är bosatt i Ryssland. I juli 2017 berättade Anglin för CNN att han bodde i Lagos, Nigeria. Southern Poverty Law Center (SPLC) listar webbplatsen som att den har sitt huvudkontor i Worthington, Ohio, med verksamhet i flera andra stater. Webbplatsen är registrerad i Anglins far Gregs namn, som driver en kristeninspirerad rådgivningstjänst i Worthington.

### Finanser
Daily Stormer finansieras huvudsakligen genom donationer som Anglin regelbundet samlar in från webbplatsbesökare. Hans far protesterades av Antirasistiska Aktionen för att han tog emot donationer från webbplatsens läsare att ge vidare till sin son. I februari 2017 tillkännagav webbplatsen en företagssponsor – Smerff Electrical, som ägs av Simon Hickey från Brisbane, Australien, vars webbplats innehåller bilder av alt-right-memen Pepe the Frog. Anglin berättade för Mother Jones att han fick donationer från Silicon Valley, och att Santa Clara County i Kalifornien var den största trafikkällan till hans webbplats.
Webbplatsen tros ha mottagit över 200 000 dollar i Bitcoin-bidrag sedan den började acceptera kryptovalutan 2014. Från och med 2021 har Anglin mottagit cirka 481 000 dollar i Bitcoin. Pengar som matades in och spenderades på kontona spårades offentligt av en Twitter-bot med namnet "Neonazi BTC Tracker", fram till 2020, då kontots sista inlägg publicerades. Ett Twitterkonto som stöder Stormer meddelade att Coinbase raderar konton för personer som försöker skicka Bitcoin till dem; Coinbase uppgav i allmänna termer att de "förbjuder användning av ett konto som skulle missbruka, trakassera, hota eller främja våld mot andra". Den 20 augusti 2017, till exempel, fick Anglin en donation på 14,88 bitcoin, vars siffra är en referens till de fjorton orden och till Adolf Hitler, H är den åttonde bokstaven, så "88" = "HH" = "Heil Hitler". Vid den tidpunkten var den värd 60 000 dollar, men om Anglin hade behållit hela beloppet skulle den ha varit värd cirka 235 000 dollar vid årets slut.
Daily Stormer drivs av ett företag som heter Moonbase Holdings, och Anglin säger att han valde namnet så att givare skulle kunna undvika granskning från sina kreditkortsföretag. Företaget tjänade 3 400 dollar per månad på den alt-right crowdfunding-sajten Hatreon, som upphörde med sin verksamhet i februari 2017. I sin stämningsansökan om förtal mot Anglin begärde den muslimsk-amerikanske radiopersonligheten Dean Obeidallah att Moonbase Holdings skulle granskas för att hitta andra personer med kopplingar till företaget.

## Innehåll och mottagande

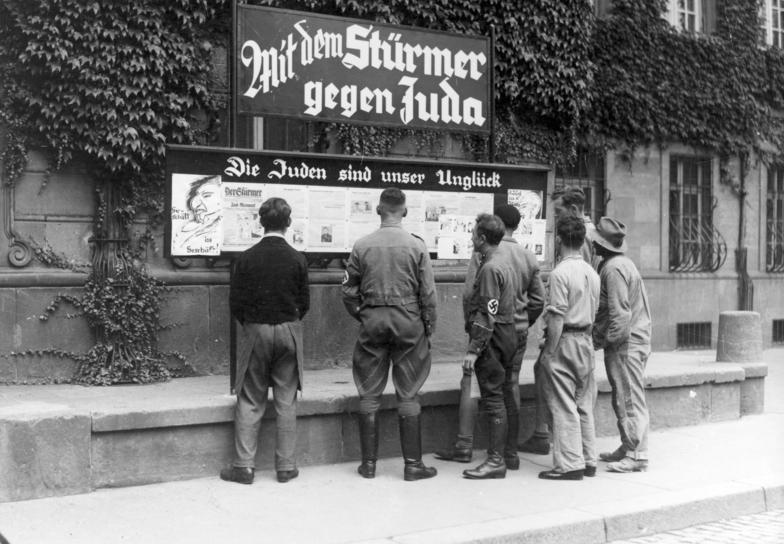
Daily Stormer är uppkallad efter den nazistiska tabloidtidningen Der Stürmer, känd för sina antisemitiska karikatyrer. Denna skylt för Der Stürmer från 1934 lyder "Med Der Stürmer mot Judeen. Judarna är vår olycka".

Daily Stormer har fått sitt namn från nazistpartiets tabloidtidning Der Stürmer, känd för sina virulent antisemitiska karikatyrer av judar och halvpornografi som involverar judar som våldtar unga ariska flickor. Dess utgivare, Julius Streicher, avrättades efter andra världskriget för brott mot mänskligheten.
Southern Poverty Law Center beskrev webbplatsen som "den nyaste uppstickaren i den hetsiga konkurrensen om att styra hatnätet", som "under de senaste sex månaderna [fram till mars 2015] ofta har överträffat den äldsta och största hatsajten på webben, Stormfront, vad gäller räckvidd och sidvisningar, baserat på Alexa- data". Anglin hävdade i maj 2016 att webbplatsens trafik hade fördubblats under de senaste sex månaderna och nått en topp på 120 000 dagliga besökare. Webbplatsen är en del av alt-right-rörelsen och kallar sig "Världens mest besökta alt-right-webbplats". När rörelsen skapade rubriker i mitten av 2016, "delvis stärkt av Donald Trumps oväntade uppgång och Storbritanniens beslut att lämna Europeiska unionen", förklarade Anglin: "Vi vann memekriget; nu har vi tagit över republikanerna, och vi gjorde detta väldigt, väldigt snabbt." Till skillnad från andra personer som Milo Yiannopoulos tonar Anglin inte ner de extremistiska elementen inom alt-right och säger att: "Målet är att etniskt rena vita nationer från icke-vita och etablera en auktoritär regering. Många människor tror också att judarna bör utrotas".
Andrew Anglin använder The Daily Stormer som en plattform för att marknadsföra kvinnofientliga konspirationsteorier och hävdar att politiskt aktiva "[v]ita kvinnor över hela västvärlden" driver på för en liberal invandringspolitik "för att säkerställa ett oändligt utbud av svarta och arabiska män för att tillfredsställa sina depraverade sexuella begär." I juli 2018 sammanfattade Anglin sina kvinnofientliga åsikter och skrev: "Titta, jag hatar kvinnor. Jag tycker att de förtjänar att bli slagna, våldtagna och inlåsta i burar."

### Innehåll och stil
Anglin hävdar att syftet med The Daily Stormer är att tillhandahålla "ett sätt att propaganda människor ... för att få dem att se på världen på ett visst sätt". Rubrikerna inkluderar "Alla intelligenta människor i historien ogillade judar" och "Adolf Hitler: Den mest förljugna mannen genom tiderna". Webbplatsen marknadsför sig som "Amerikas mest betrodda republikanska nyhetskälla". Enligt The Jewish Chronicle publicerar The Daily Stormer "hundratals rasistiska artiklar riktade mot svarta, araber och judar". Webbplatsen erbjuder proseparatistisk bevakning av konflikten i östra Ukraina, vilket Anglin anser vara "den korrekta moraliska ståndpunkten". Webbplatsen förespråkar konspirationsteorin att judar är reptiler som förändrar skepnaden och styr jorden, vilket Anglin tidigare diskuterat på sin webbplats Adventure Quest 2012.
SPLC uppgav att The Daily Stormers framgång berodde på att online-forumet 4chan blev populär bland rasister, eftersom båda webbplatserna använder liknande memes och retoriska stilar. Ett meme som webbplatsen har använt är att lägga antisemitiska citat över fotografier av Taylor Swift, inklusive kommentarer från Hitler. Webbplatsen placerar trippelparenteser runt namnen på judar, ett högerextremt meme skapat av webbplatsen The Right Stuff. Jacob Siegel från The Daily Beast skrev att webbplatsen växte i popularitet bland en yngre publik på grund av dess användning av humor, och att den lockade till sig aktivister från andra antipolitisk korrekthetsideologier – såsom Gamergates, mänsrättsaktivister och motståndare till social rättvisekämpar – som vanligtvis inte skulle identifiera sig med fascismen. SPLC har också dokumenterat Anglins engagemang i och uppmuntran till kulturstörning genom att göra överdrivna uttalanden i falska onlinekonton som kvinnor och minoriteter. Han har också sagt att "löjliga" uttalanden som "gasa killarna", om de upprepas i mediebevakningen, kan bidra till att desensibilisera allmänheten för Förintelsen. Han tror också att hans extremhögerretorik kan normalisera mindre extremhögeranhängare som Trump. I december 2017 läckte The Huffington Post Anglins 17-sidiga stilguide för webbplatsen, som har som riktlinje att artiklar måste vara så extremt överdrivna att läsarna blir osäkra på om innehållet är parodi.
Daily Stormer fick mediebevakning när SPLC uppgav att den vit-supremacistiska mördaren Dylann Roof, som den 17 juni 2015 dödade nio afroamerikaner i kyrkskjutningen i Charleston, kan ha fällt flera kommentarer på webbplatsen. SPLC fann likheter mellan en användares kommentarer och Roofs manifest. Daily Beast uppgav att Anglin "förkastade Roofs brott och offentligt tog avstånd från våld, samtidigt som han stödde många av Roofs åsikter". I oktober samma år reagerade Anglin positivt på ett mordförsök på Henriette Reker, en invandringsvänlig kandidat till borgmästare i den tyska staden Köln, och fördömde henne som en "feministisk häxa".
I maj 2017 lanserade "weev" den första icke-engelska versionen av The Daily Stormer, El Daily Stormer på spanska. Den fokuserade på nyheter relaterade till vit nationalism i Spanien och Latinamerika. El Daily Stormer var en av de platser där identiteten på offret i La Manada spreds. I december 2018 arresterades tre administratörer för webbplatsen av den spanska nationella polisen och en fjärde medlem har identifierats.

### Stöd för Donald Trump

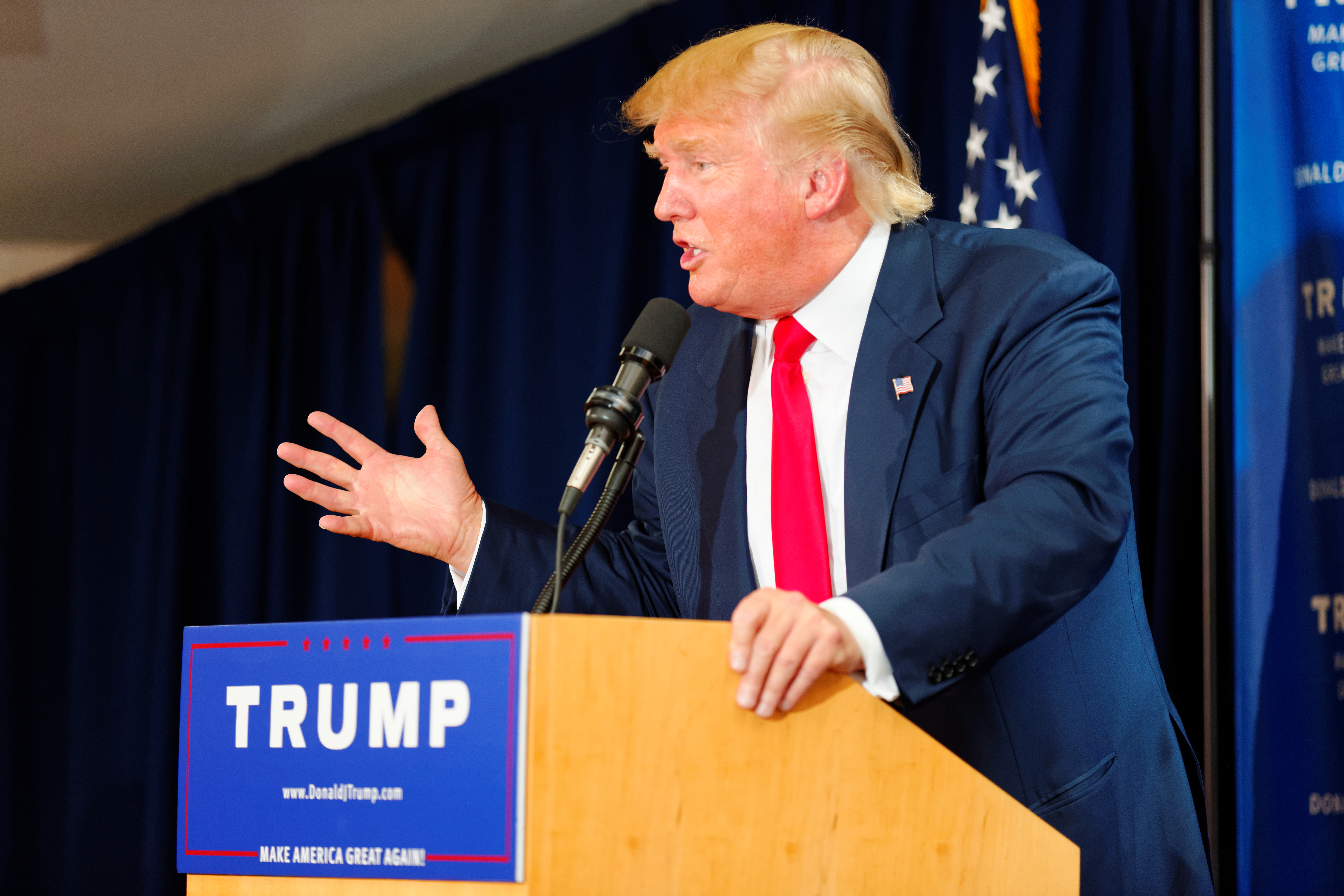
Daily Stormer stödde Donald Trumps presidentkampanj 2016.

Anglin stödde officiellt Donald Trump som president 2015. Anglin uppmanade webbplatsens läsare att "rösta för första gången i våra liv på den enda mannen som faktiskt representerar våra intressen". Webbplatsen fick också nationell och internationell uppmärksamhet för sitt stöd till Trumps förslag om ett tillfälligt moratorium för att släppa in utländska muslimer i landet; den utropade "Heil Donald Trump – Den ultimata frälsaren". Enligt SPLC är vit supremacistisk stöd för Trump exempellöst, eftersom rörelsen generellt sett är skeptisk mot alla politiker. I juli 2016 nämndes Andrew Anglin och The Daily Stormer av Lacy Clay, demokratisk representant från Missouri, när han i en kongressutfrågning frågade om FBI -chefen James Comey var medveten om att Trump delade Twitter-inlägg från vita supremacister. Anglin skrev i juli 2016 att han trodde att Trump var en pragmatisk antisemit som berömde Israel för att vinna röster från evangeliska kristna, samtidigt som han släppte subtila antydningar om påstådd judisk dominans under rivalen Hillary Clintons kampanj. Huffington Post-journalisten Jessica Schulberg jämförde hur vita nationalister som Anglin och den tidigare Ku Klux Klan-ledaren David Duke ansåg att Trump representerade deras etniska intressen, medan flera judar samtidigt ansåg att han representerade deras. 
I The Daily Telegraph skrev Trump-anhängaren Crystal Wright att kandidaten behövde distansera sig från vita nationalister som The Daily Stormer, som stödde honom framför andra politiker som de ansåg vara "cuckservative" för att de innehade mer liberala åsikter. Conor Friedersdorf skrev för The Atlantic och teoretiserade att den moderna akademins fokus på ras snarare än " färgblind" individualism orsakade splittringar och gjorde det möjligt för vita nationalistiska sajter som The Daily Stormer att få en publik och därför bli en "liten men ändå alarmerande del" av Trumps stöd. Al Jazeera -reportern Malcolm Harris analyserade stödet och förutspådde att ett Trump-presidentskap skulle stärka organiserade rasistiska grupper och leda till inbördeskrig.
Efter att Trump vunnit det amerikanska presidentvalet 2016 uppmanade Anglin webbplatsens läsare att använda icke-våldsamma hot för att få "bruna människor" att känna sig ovälkomna i Amerika, och att sporra besvikna anhängare till Clinton att begå självmord.
Som svar på bombningen av den syriska regeringens Shayrat-flygbas 2017 var The Daily Stormer en av flera alt-right-kanaler som kritiserade Trump. Medan Anglin påstod att presidenten kunde vara under kontroll av en påstått judisk djupstat, sa Daily Stormer- medarbetaren "weev" i en video på webbplatsen att han behöll förtroendet för Trump från hans tidigare handlingar.

### Reaktion från vita nationalister

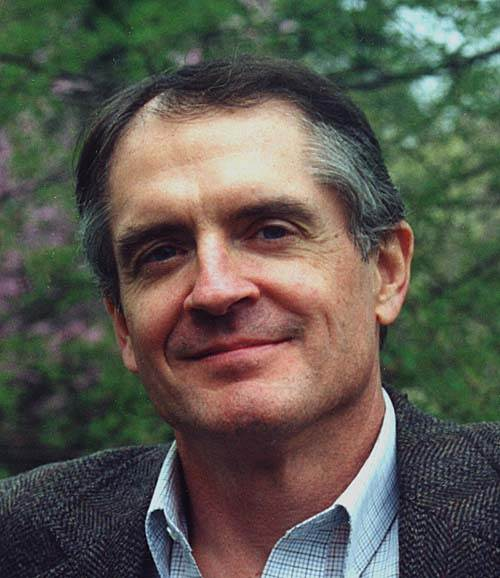
Jared Taylor kritiserade tonen i The Daily Stormer.

Vita nationalistiska webbplatser som Stormfront och Counter-Currents har invändit mot vad de ser som lågmäld bevakning i The Daily Stormer, liksom Anglins försvar av kristendomen och fördömande av den vit-supremacistiska ideologin identitetskristna. Kyle Rogers från Council of Conservative Citizens har också kritiserat webbplatsen för att den trycker om materialet. Anglin har också kritiserats för sina relationer med filippinska kvinnor och för sina förolämpningar mot vita kvinnor på sin webbplats.
Colin Liddell från AlternativeRight.com har kritiserat Anglins övertygelser och ton. Liddell, som anser att det är viktigare att stoppa migrationen och uppmuntra högre födelsetal för att bevara den vita rasen, fördömde Anglin för att ha skrivit att det var omöjligt för rasen att överleva utan att anamma hans åsikter om judar, Hitler och Förintelsen. Liddell ansåg att Anglin lockade fattiga vita med sin provokativa onlinepersona på samma sätt som monstertruckar och professionell brottning, och skrev att "det är svårt att inte dra slutsatsen att Anglin är en betald skurk och provokatör, vars syfte helt enkelt är att angripa och misskreditera vit nationalism". Jared Taylor från American Renaissance kritiserade The Daily Stormers extremt hårda, avfärdande och förolämpande ton mot svarta", vilket han kallade ohjälpsamt.
Andra, såsom Traditionalist Youth Network, har berömt The Daily Stormer för dess räckvidd och inflytande. Anglins extrema ton har fått vissa vita nationalister att misstänka att han är en undercover-jude, en anklagelse han finner analog med att tro att den judiske HBTQ-aktivisten Allen Ginsberg var en undercover-nazist.

### Stöd för Kina
Anglin har stöttat Xi Jinping och lovordat Kinas agerande för att främja virilitet bland män och censurera feminister och HBTQ-konton från internet, och fördömt flera amerikanska konservativa för att ha försvarat ett krig mot Kina i sin artikel "What About China, Then?", publicerad 5 oktober 2021.[källa behövs] I andra artiklar, enligt tidskriften Foreign Policy, har Anglins Daily Stormer -artiklar regelbundet hyllat Kina för dess agerande mot uiguriska muslimer.

### Buffalo-skjutningen 2022
Payton S. Gendron, misstänkt för masskjutningen i Buffalo, New York 2022, citerade The Daily Stormer som inspirerad av attacken, utöver 4chan och texterna av den nyzeeländska masskjutaren Brenton Tarrant.

## Aktiviteter

### Trakasserier av "Trollarmén"

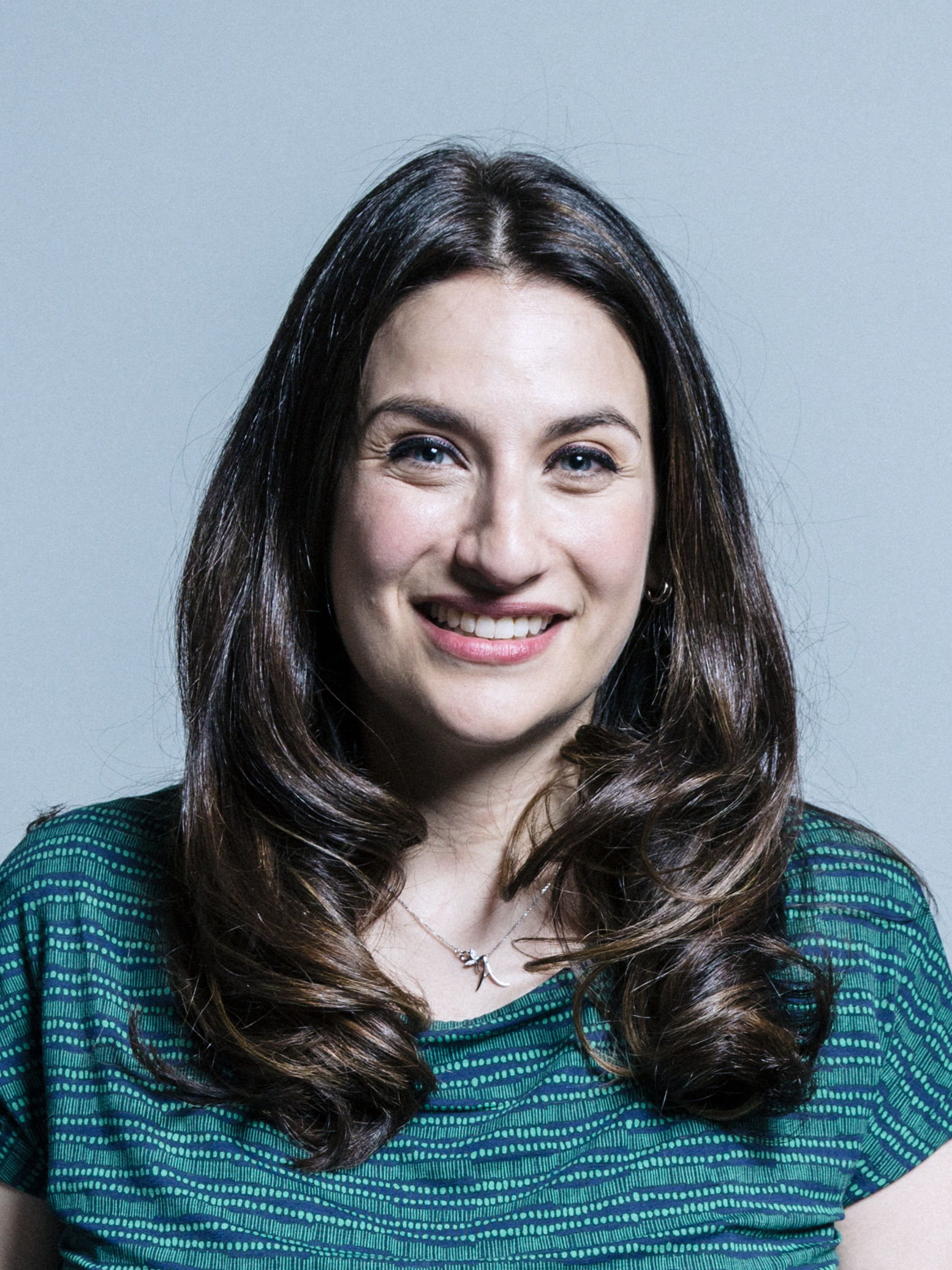
Luciana Berger, en brittisk politiker, blev måltavla för The Daily Stormer genom en trollingkampanj.

#### Luciana Berger
Daily Stormer orkestrerar vad de kallar en "trollarmé", involverad i internettrolling. Det uppmärksammades i oktober 2014 i en kampanj mot den brittiska Labourpolitikern Luciana Berger, en judisk parlamentsledamot. En medlem i den nynazistiska gruppen National Action hade fängslats för att ha skickat henne kränkande meddelanden via Twitter, och The Daily Stormer uppmuntrade sina läsare att skicka henne antisemitiska meddelanden, så länge de inte uppmuntrade till våld. Den gav också riktlinjer för hur man begränsar spårbarheten och skapar anonyma e-post- och Twitter-konton. Berger sa att hon fick 400 kränkande meddelanden på en vecka. Övergreppen togs upp i det brittiska parlamentet, där talmannen John Bercow ansåg det vara "under förakt".

#### Mariam Veiszadeh
Trollarmén inledde en kampanj i februari 2015 mot Mariam Veiszadeh, en afghansk australisk muslimsk aktivist som krävde att en t-shirt med den australiska flaggan med texten "Om du inte älskar den, lämna" skulle tas bort från försäljningen på Woolworths. En kvinna arresterades för att ha skickat kränkande meddelanden till henne, och Anglin tolkade Veiszadehs handlingar som en inskränkning av yttrandefriheten, vilket han ansåg "borde besvaras med det mest löjliga tänkbara hatiska talet".

#### Alex Jones ochBreitbart
"Trollarmén" har också attackerat högerextrema konspirationsteoretikern Alex Jones för att han har en judisk fru. I november 2015 deltog de i "Operation: Kikebart", där de riktade in sig på den högerextrema nyhetssajten Breitbart News för att de öppnat ett kontor i Israel. Målet var att publicera så mycket antisemitiskt innehåll i kommentarsfältet att det skulle vara omöjligt att moderera. Disqus, kommentarsplattformen som används av webbplatser som Breitbart, avslutade sin tjänst till The Daily Stormer som ett resultat av detta.

#### Alison Rapp
År 2016 deltog The Daily Stormer i ett Gamergate-relaterat försök att få Nintendos marknadschef Alison Rapp avskedad; Nintendo avskedade henne och uppgav att det inte var relaterat till kontroversen.

#### Julia Ioffe
Senare under 2016 uppmuntrade sajten till rasistiska kränkningar av Julia Ioffe, en rysk-judisk journalist som hade skrivit en artikel om Trumps fru, Melania Trump, i tidningen GQ. Ioffe sa att övergreppen saknade motstycke under hennes livstid sedan hon lämnade Ryssland för att undkomma sådana fördomar 26 år tidigare.

#### Erin Schrode
I juni 2016 avslöjade webbplatsens användare personuppgifterna om Erin Schrode, en judisk kvinna som kandiderade till kongressen i Kalifornien, och skickade henne meddelanden relaterade till Förintelsen.

#### Tanya Gersh
I april 2017 stämde Southern Poverty Law Center den judiska invånaren Tanya Gersh i Montana, Anglin och The Daily Stormer, med påståendet att de hade inkräktat på hennes privatliv och orsakat "avsiktligt tillfogande av känslomässigt lidande" hos Gersh, samt brutit mot Montanas lag mot hot. Webbplatsen initierade en "trollstorm" som svar på Gershs påstådda utpressning av egendom som tillhörde den vita nationalisten Richard B. Spencers mor. Gersh förnekar anklagelserna. Webbplatsen crowdfundade 152 000 dollar i juridiska avgifter från cirka 2 000 bidragsgivare och anlitade advokaten Marc Randazza, som är specialiserad på det första tillägget till konstitutionen, vars tidigare klienter inkluderar 8chan och den högerextrema författaren Mike Cernovich. Stämningen stötte på svårigheter på grund av Anglins hemlighetsmakeri kring sin vistelseort. I november beslutade en federal domare att Gersh inte var en offentlig person, att Anglin avsiktligt hade uppviglat sina läsare att trakassera Gersh, och att sådan trakasserier inte skyddades som yttrandefrihet. Gersh vittnade i stämningen, liksom hennes terapeut, för att beskriva effekterna på henne av de fortsatta trakasserierna från "trollarmén". Anglin infann sig inte vid någon förhandling, trots att han beordrats att göra det av domaren i rättegången, med motiveringen att han fruktade för sin säkerhet; han förmodas befinna sig utanför USA. Genom att inte inställa sig förlorade han sin lagliga rätt att försvara sig mot sina handlingar.
Den 15 juli 2019 rekommenderade den federala magistraten som övervakade rättegången att Gersh skulle få en tredskodom på 14 miljoner dollar, 4 miljoner dollar i skadestånd och 10 miljoner dollar i straffskadestånd. Magistraten rekommenderade också att Anglin skulle tvingas ta bort inläggen som uppmuntrar till trakasserier av Gersh från The Daily Stormers webbplats. Den 8 augusti godkändes magistratens rekommendationer av en domare i amerikansk distriktsdomstol. David Dinielli, biträdande juridisk chef för SPLC, sa att organisationen skulle "gå till jordens ände för att driva in domen för vår klient, Tanya Gersh, oavsett om det gäller kontanter, tillgångar eller immateriella rättigheter. ... Vi kommer att använda olika förfaranden för att erhålla alla tillgångar som kan beslagtas, om Anglin inte betalar hela domen på 14 miljoner dollar. Och om hans monetära och andra hårda tillgångar är otillräckliga kommer vi att gå efter hans immateriella egendom." Enligt Anglins dåvarande advokat, som inte längre företräder honom, är Anglin för närvarande inte bosatt i USA.

#### Dean Obeidallah
I augusti 2017 stämde den muslimsk-amerikanske radiopresentatören Dean Obeidallah The Daily Stormer i en federal domstol i Ohio. Anglin hade publicerat falska bilder som påstods visa Obeidallah fira bombningen mot Manchester Arena 2017. Stämningarna undanröjde ett långvarigt hinder i mars 2018, då den amerikanske magistratsdomaren Jeremiah Lynch förklarade att det fanns tillräckliga bevis för att Anglin hade hemvist i Ohio trots att han bodde utomlands. I juli dömde domstolen till Obeidallahs fördel, utan att varken Anglin eller hans ombud var närvarande i rätten.

#### Taylor Dumpson
Taylor Dumpson, den första svarta studentkårsordföranden vid American University, stämde Anglin i maj 2018 för att ha organiserat en rasistisk och sexistisk trollkampanj mot henne. Hon påstår att Anglin hade publicerat hennes namn och bild, samt länkar till hennes Facebooksida och universitetets studentkårs Twitterkonto, och uppmanat sina läsare att "trollstorma" henne, vilket resulterade i många hatfyllda och rasistiska onlinemeddelanden riktade mot henne. Även om Dumpson och Anglin inte har nått en förlikning, gjorde hon i december 2018 en förlikning med en av de personer som trakasserade henne, en man från Eugene, Oregon vid namn Evan McCarty, en nynazistisk musiker och tidigare teaterskådespelare känd som "Byron de la Vandal", uppkallad efter Byron De La Beckwith, mördaren av Medgar Evers, som tjänstgjorde som medlem i den fascistiska Vanguard America och var ansluten till Daily Stormer. McCarty var tvungen att be om ursäkt, avsäga sig vit överhöghet, sluta trolla och doxa online, och att tillhandahålla information till och samarbeta med myndigheterna i åtalet mot vit överhöghet. Stämningen som väcktes å hennes vägnar leddes av Lawyers' Committee for Civil Rights Under Law, som fortsätter att använda rättstvister som ett verktyg för att bekämpa extremism och för att bromsa ansträngningarna från vita supremacister.
Den 9 augusti 2019 tilldömde en federal domare Dumpson en dom på över 725 000 dollar, som skulle betalas av Andrew Anglin, Brian Andrew Ade och skalbolaget som äger The Daily Stormer. De svarande infann sig inte för att bestrida stämningen, så en tredskodom meddelades mot dem, bestående av 101 429,28 dollar i skadestånd, straffskadestånd på 500 000 dollar och advokatarvoden och rättegångskostnader på 124 022,10 dollar. Ett besöksförbud utfärdades också, liksom ett föreläggande om att inte publicera något mer om Dumpson. Domen kom bara en dag efter att Tanya Gersh tillerkänts en tredskodom på 14 miljoner dollar mot Anglin.

### Distribution av propaganda
År 2016 tog The Daily Stormer och hackern "weev" gemensamt på sig äran för att ha skickat kopior av en rasistisk, antisemitisk flygblad till tusentals offentligt tillgängliga, internetanslutna skrivare över hela USA, många av dem på universitet. I flygbladet uppmanades läsaren att besöka webbplatsen och följa med den "i kampen för global vit överhöghet". Anglin gav "weev" äran för skrivarexploateringen, medan en av The Daily Stormers besättningsmedlemmar skrev texten till flygbladet. Den 20 april samma år, årsdagen av Adolf Hitlers födelse, hackades universitetstryckerier i Tyskland för att publicera nazistiska propagandatexter inklusive webbplatsens namn. Samma år utökade The Daily Stormer sin verksamhet och etablerade 31 "klubbar".
Daily Stormer utnyttjade populariteten av augmented reality-spelet Pokémon Go i mitten av 2016 för att dela ut rasistiska flygblad till barn som samlades offentligt för att spela spelet, och Anglin förklarade att "Jag har länge trott att vi behövde få in förtonåringar i rörelsen. I den åldern kan man verkligen hjärntvätta någon lätt. Den som accepterar nazismen vid 10 eller 11 års ålder kommer att vara nazist för livet." Den 3 maj 2017, en dag efter en dödlig knivattack vid University of Texas, sattes rasistiska flygblad upp över hela campus med webbplatsadressen för The Daily Stormer, en karikatyr av en svart person och raden "... around blacks ... never relax!".

## Problem med webbhotell efter Unite the Right-demonstrationen 2017

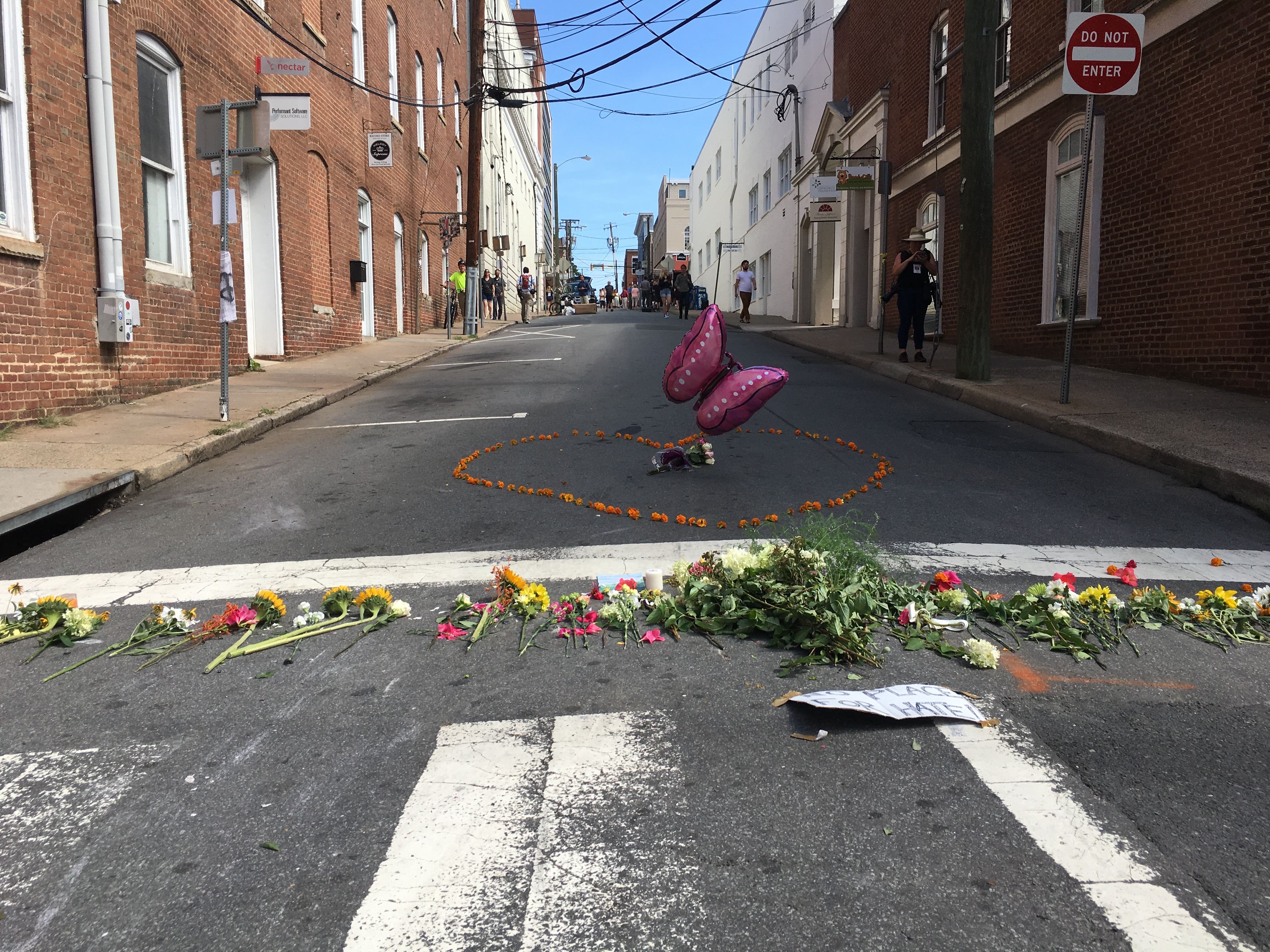
Minnesmärke för Heather Heyer på platsen för hennes död under Unite the Right-mötet. Anglins hån mot hennes död ledde till att The Daily Stormer togs bort av flera domänregistratorer.

Daily Stormer marknadsförde läsarnas deltagande i Unite the Right-demonstrationen, en högerextrem demonstration i Charlottesville, Virginia den 11 och 12 augusti 2017, där en motdemonstrant, Heather Heyer, dödades i en fordonsramningsattack. "Weev" uppmanade läsare av The Daily Stormer att lokalisera och närvara vid Heyers begravning och kallade henne en "fet slyna". Både Anglin och "weev" förnekade att Heyer dog av en kollision och hävdade istället att hon dödades av en viktrelaterad hjärtattack.
Den 13 augusti informerades webbplatsen av sin domänregistrator GoDaddy om att den hade brutit mot användarvillkoren genom att håna Heyer i en artikel av Anglin. Han fick 24 timmar på sig att hitta en ny registrator för webbplatsen. Nästa dag gick de vidare till Google, som nästan omedelbart avbröt deras registrering på grund av brott mot villkoren, och även avslutade webbplatsens Youtube-konto. Följande dag registrerade sig webbplatsen hos Tucows, som stängde ner den timmar senare för att den regelbundet uppviglade till våld. Den 15 augusti tillkännagavs det av "weev" att webbplatsen hade flyttat till den mörka webben och att den nu endast var tillgänglig via Tor, medan Facebook förbjöd länkar till webbplatsen och Discord förbjöd sin server. Den 16 augusti avslutade även Cloudflare, DNS- leverantören och proxytjänsten som används för att skydda The Daily Stormer, sin tjänst. Cloudflare hade tidigare vägrat att säga upp webbplatser baserat på deras innehåll, men VD Matthew Prince gjorde ett undantag och publicerade ett offentligt tillkännagivande och en förklaring på företagets blogg. Daily Stormer får nu DDoS-skydd från ett innehållsdistributionsnätverk som etablerades i mars 2017, BitMitigate. Företagets grundare, Nick Lim, sa att han tyckte att The Daily Stormer var "dum" men trodde på yttrandefrihet. Flera Twitter- konton med koppling till The Daily Stormer stängdes också av.
Den 17 augusti, efter en flytt till dailystormer.ru, begärde den ryska mediemyndigheten Roskomnadzor en nedstängning av domänen. Daily Stormer återvände kort till clearnet med en .lol gTLD, dailystormer.lol, administrerad av Namecheap, men efter två dagar avslutade Namecheap domänen. Företagets VD Richard Kirkendall uppgav att "materialets kvalitet och sammanhang, i kombination med stödet för våldsamma grupper och orsaker, övergår från skyddad yttrandefrihet till uppvigling", och citerade specifikt ett publicerat uttalande från The Daily Stormer : "Det krävs ingen doktorsexamen i matematik för att förstå att vita män + stolthet + organisation = judar som stoppas in i ugnar."
Sajten återvände till webben som punishedstormer.com den 24 augusti, med DreamHost som värd, vars andra kunder inkluderar den högerextrema National Vanguard och Northwest Front. Överbelastningsattacker från Anonymous orsakade återkommande avbrott för alla DreamHosts webbplatser, inklusive de som inte var kopplade till vit supremacistisk ideologi. Inom några timmar efter attacken avslutade DreamHost webbplatsens konton för brott mot deras användarvillkor. De sa att webbhotellet redan hade blivit avstängt från webbplatsen flera år tidigare och utnyttjade en automatiserad registreringsprocess. Några dagar senare var The Daily Stormer tillgänglig under en albansk .al ccTLD, dailystormer.al. Inom fyra dagar togs den bort av registraren Host.al för att den bröt mot deras innehållsregler. I september registrerades The Daily Stormer kortvarigt med en .at -adress från Österrike, men denna togs bort av registratorn nic.at när lokala politiker klagade.  Senare samma månad dök den upp igen på en .is- domän från Island, ett land känt för sin yttrandefrihet; Anglin sa att den senaste kollapsen av den nordiska öns regering innebar att politiker skulle bli distraherade från angelägenheter relaterade till hans webbplats. Före slutet av september drog ISNIC tillbaka The Daily Stormer eftersom Anglin vägrade att uppfylla deras standardvillkor att avslöja hans adress, av rädsla för att informationen skulle lämnas ut till polismyndigheter. Från 21 september till 6 oktober publicerades The Daily Stormer på en .cat- domän, exklusivt reserverad för webbplatser som främjar katalanska språket och kulturen. Den utnyttjade försvagade filter efter att den spanska regeringen gjorde en razzia mot registratorn Fundació puntCAT mitt under en politisk kris, och publicerade flera artiklar till stöd för katalansk självständighet. I november 2017 registrerades The Daily Stormer med en .hk- domän från Hongkong, vilken återkallades före månadens slut.
Den 29 november 2017 återvände webbplatsen till den öppna webben igen med ett nytt .red- domännamn, registrerat via GKG.net. Domänen höll webbplatsen online tills den beslagtogs av registraren. Timmar efter att domänen beslagtagits registrerades webbplatsen på en ny .top-webbplats, genom samma registrar som de tidigare använt för .red. .top- domänen varade bara fram till den 2 februari 2018, då den togs offline av registraren. I februari 2018 registrerade The Daily Stormer en ny domän under toppdomänen .name hos det Kina -baserade internetföretaget Eranet International Limited.

### Reaktion
Domänblockeringen av internetleverantörer har väckt frågor om konsekvenserna av att domänregistranter övervakar internet. Att The Rebel Medias registrering med 24 timmars varsel annullerades den 21 augusti jämfördes med att The Daily Stormer avbröts, eftersom båda hade bevakat demonstranter med sympati för Charlottesville-demonstranterna.
Electronic Frontier Foundation erkände att företagen hade laglig rätt att säga upp sina kontrakt med The Daily Stormer, men sa att åtgärden skapade ett farligt prejudikat där andra politiska åsikter, inklusive vänsterorienterade, kunde nekas rättsligt skydd. Flera nyhetskanaler publicerade också ledare som diskuterade konsekvenserna för yttrandefriheten av beslutet.
Den 17 augusti hade The Daily Stormer återvänt till den mörka webben på Tor-nätverket. Detta föranledde ett tillkännagivande från Tor-projektgruppen att de var "äcklade" av webbplatsen, men att de var maktlösa att ingripa.